# Sankt Annen
Sankt Annen est une commune allemande du Schleswig-Holstein, située dans le nord de l'arrondissement de Dithmarse (Kreis Dithmarschen), à 17 kilomètres au nord de la ville de Heide. Sankt Annen est l'une des 34 communes de l'Amt Kirchspielslandgemeinden Eider dont le siège est à Hennstedt.